# Tour de Lombardie 1965
La 59e édition du Tour de Lombardie a eu lieu le 16 octobre 1965. La course a été remportée par le coureur britannique Tom Simpson. Le parcours s'est déroulé entre Milan et Côme sur une distance de 266 kilomètres.

## Déroulement de la course
Dans la dernière partie de la course, l'Italien Gianni Motta, vainqueur de l'édition précédente et le Britannique champion du monde Tom Simpson s'isolent en tête. Simpson réussit à lâcher Motta qui est repris par le groupe de chasse et gagne en solitaire à Côme avec plus de trois minutes d'avance sur un groupe de cinq hommes dont le sprint est remporté par le Néerlandais Gerben Karstens. 116 coureurs étaient au départ et 37 à l'arrivée.

## Classement final
| Place | Coureur           | Équipe      | Temps           |
| ----- | ----------------- | ----------- | --------------- |
| 1     | Tom Simpson       | Peugeot     | 6 h 47 min 00 s |
| 2     | Gerben Karstens   | Televizier  | à 3 min 11 s    |
| 3     | Jean Stablinski   | Ford France | m.t.            |
| 4     | Franco Bitossi    | Springoil   | m.t.            |
| 5     | Gianni Motta      | Molteni     | m.t.            |
| 6     | Raymond Poulidor  | Mercier-BP  | m.t.            |
| 7     | Michele Dancelli  | Molteni     | à 3 min 33 s    |
| 8     | Jacques Anquetil  | Ford France | m.t.            |
| 9     | Marcello Mugnaini | Maino       | m.t.            |
| 10    | Willy Monty       | Pelforth    | s.t.            |